# Gloriana (telefilme)
Gloriana é um telefilme britânico de 2000 dirigido por Phyllida Lloyd e estrelado por Josephine Barstow no papel da rainha Elizabeth I. Foi premiado com um Emmy Internacional.

## Sinopse
O compositor inglês Benjamin Britten escreveu e montou a ópera Gloriana em três atos no ano de 1953, para a coroação da rainha Elizabeth II. Passado no século XVI, o trabalho dramatiza a mudança na relação entre Elizabeth I e o conde de Essex.

## Elenco
Credited cast:
- Josephine Barstow... Rainha Elizabeth I
- Tom Randle... Earl of Essex
- David Ellis... Lord Mountjoy
- Susannah Glanville... Lady Rich
- Emer McGilloway... Countess of Essex
- Eric Roberts... Sir Robert Cecil
- Clive Bayley... Sir Walter Raleigh
- Richard Whitehouse... Henry Cuffe
- Hilary Jackson... Lady-in-Waiting
- Peter Bodenham... Master of Ceremonies
- Iain Paterson... City Crier